# Elsa Triolet
Elsa Triolet (fødselsnavn russisk: Элла Юрьевна Каган tr. Ella Jurjevna Kagan ; født 12. september 1896 i Moskva, død 16. juni 1970 i Saint-Arnoult-en-Yvelines) var en russiskfødt forfatter, der i 1944 fik Goncourtprisen for romanen Le Premier Accroc coûte 200 Francs (da: Den første Rift koster 200 Francs).